# Mandola

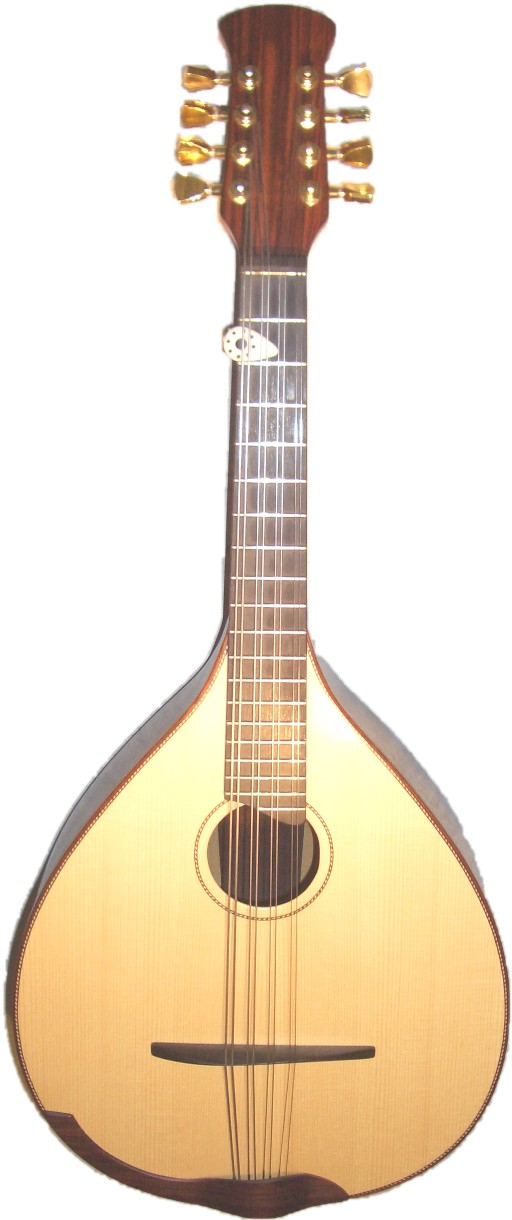
Mandola

Mandolan är ett gammalt stränginstrument som har sitt ursprung i den medeltida mandoran, ett instrument inom lutfamiljen. Mandolan har givit upphov till instrumenten inom mandolin-familjen.

## Beskrivning
Mandolan (tenormandolan) blandas ofta ihop med mandolinen, som båda ingår i samma instrumentfamilj. Den förhåller sig till mandolinen som altfiolen till fiolen och har historiskt sett stämts en kvint lägre än denna (mandolin: gd1a1e2, mandola: cgd1a1). Grundutförandet är fyra strängpar eller körer som stäms unisont och slås an med plektrum. Mensuren är omkring 42 cm (16,5 tum).

## Bakgrund och användning
Mandolan har sitt ursprung i mandoran ([man'do:ra]. Namnet kommer från senlatinets pandura ('tresträngat instrument'), ursprungligen från det grekiska pandoura med samma betydelse. Mandoran, även kallad mandola, var en liten luta som var i bruk cirka 1100–1800. På 1600-talet utvecklades varianterna pandurina och mandolino milanese (se mandolin). Utifrån mandolinen utvecklades (med förebild i violin-familjen) under senare hälften av 1800-talet en hel familj av besläktade instrument. Där fick de större instrumenten namnen tenormandola, oktavmandola, mandocello och mandobas.
Mandolan används mest i folkmusik, men även i medeltidsmusik och världsmusik. Instrumentet har gått igenom många förändringar genom historiens lopp, och framförallt irländska och svenska musiker har utvecklat olika varianter av mandolan.
Instrumentgränserna är dock flytande mellan de olika mandola-/mandolinvarianterna:

## Stämning
Enligt internationell standard förekommer följande storlekar i mandolin-/mandolafamiljen, räknat från den minsta till den största:
- mandolin – stämd gd1a1e2[3] (= samma som violin[3])
- mandola (även oktavmandolin, tenormandola, bouzouki) – stämd cgd1a1[3]
- oktavmandola – stämd Gdae (= en oktav under mandolin)[3]
- mandocello – stämd CGda (= en oktav under mandola)[3]
- mandobas (fyrsträngad, stämd GDA1E1 (= likadant som en kontrabas)[3]
- cister, även cittern (inte att förväxla med cittra)[källa behövs]

Alla dessa är snarlika, och stämningen kan också variera. Stämningen ner till kontrabas kallas mandolone.
Alla dessa är snarlika, och förutom standardstämningen finns stämningsvarianter.
Den nordiska mandolan kan både vara fyr-, fem- och sex-körig. Den senare är utvecklad av multiinstrumentalisten Ale Möller tillsammans med instrumentbyggaren Christer Ådin.